# Irene Hölzer-Weinek
Irene Hölzer-Weinek, geb. Weinek, auch Weineck (* 14. Oktober 1888 in Prag; † 24. Oktober 1965 in Wien), war eine österreichische Malerin und Grafikerin.

## Leben
Irene Weinek war eine Tochter des Astronomen Ladislaus Weinek und dessen Ehefrau Hermine, geb. Wahle. Sie heiratete 1912 den Bankbeamten und Major Felix Hölzer und hatte mit ihm einen Sohn (* 1922).
Sie begann ihre künstlerische Ausbildung als Privatschülerin von Vojtěch Hynais und studierte danach an der Kunstakademie in Prag. Auch besuchte sie die dortige Kunstgewerbeschule. Später schloss sie ihre Studien bei dem deutschen Maler Lothar von Kunowski in Berlin ab. Nach ihrer Heirat 1912 lebte sie in Wien. Anfang der 1920er hielt sie sich einige Jahre in der chinesischen Stadt Harbin auf, bevor sie wieder nach Wien zurückkehrte.
Hölzer-Weinek war Ausschussmitglied der Vereinigung bildender Künstlerinnen Österreichs sowie Mitglied des Zentralverbandes bildender Künstler, der österreichischen Kunstgesellschaft, der Freien Vereinigung und des Badener Kunstvereins. Ab 1917 beschickte sie eine Reihe von Ausstellungen, vorwiegend in Wien. 1930 wurde sie mit dem Ehrenpreis der Stadt Wien ausgezeichnet.
Nach dem Zweiten Weltkrieg wirkte Hölzer-Weinek, die laut eigenen Angaben während der Zeit des Nationalsozialismus mit einem Malverbot belegt worden war, weiter als Künstlerin. Sie starb 1965 im Alter von 77 Jahren in Wien.

## Werk
Hölzer-Weinek malte in einem farblich bestimmten, expressiven Stil. Sie war eine anerkannte Porträtmalerin, die insbesondere Bildnisse von österreichischen Persönlichkeiten der Zwischenkriegszeit schuf. Aufmerksamkeit erlangte unter anderem ihr Porträt des Kardinals Theodor Innitzer. Außerdem malte Hölzer-Weinek Stillleben und seltener Landschaften. Neben der Malerei gehören Radierungen zu ihrem Gesamtwerk (u. a. Kaltnadel-Blätter auf Nickelzink). Sie schuf eine Reihe von Exlibris, auch für amerikanische Sammler. Daneben war sie als Restauratorin tätig.
Porträts bekannter Persönlichkeiten (Auswahl)
- Nikolai Alexandrowitsch Bulganin
- Engelbert Dollfuß mit Familie
- Albert Einstein, Öl auf Leinwand, 70 × 65 cm, links unten signiert und datiert 1955[6]
- Maria Eis, Radierung
- Sigmund Freud, Radierung, 1936
- Alfons Gorbach
- Marianne Hainisch, um 1934
- Theodor Innitzer, Öl auf Leinwand, 80 × 60 cm
- Johannes Paul XXIII.
- Propst Joseph Kluger, Holz (Variante: Karton), 18 × 14 cm, Museum Stift Klosterneuburg
- Franz König
- Ferdinand Stanislaus Pawlikowski
- Gregor Pöck, Aquarell auf Papier, um 1910–1920, rechts unten signiert „J Hölzer W“, 27,7 × 17,8 cm, Stiftsmuseum Heiligenkreuz[7]
- Julius Raab
- Oswald Redlich
- Arthur Schnitzler, Radierung, um 1930, 31 × 38 cm

Anonyme Porträts / Genre (Auswahl)
- Die Sklavin (weiblicher Akt), um 1919[8]
- Bildnis einer Mutter, 1930 Ehrenpreis der Stadt Wien[9]
- Bildnis Fr. Sch., 1930 Jahresausstellung der Vereinigung bildender Künstlerinnen in Wien[10]
- Herrenporträt, Öl auf Holz, 45 × 34,1 cm, Signatur Mitte rechts: „I Hölzer W“, Sammlung Belvedere (2010 Schenkung Sammlung Graninger, Salzburg)[11]
- Die Lesende, Öl auf Leinwand, 50 × 40 cm, links unten monogrammiert
- Knabe auf Holzpferd, Öl auf Leinwand, 96 × 65 cm
- Kinderkopf mit blauer Mütze, Öl auf Leinwand, 47,5 × 40,5 cm

Stillleben und Landschaften (Auswahl)
- Kirschblüten, Öl, 1917 Ausstellung Badener Kunstverein
- Stilleben, Öl auf Holz, 80 × 60 cm, Artothek des Bundes (seit 1947)
- Park nächst der Reichsbrücke, Aquarell auf Papier, 68 × 56 cm, Artothek des Bundes (seit 1954)
- Stilleben mit Blattpflanze, Öl auf Hartfaserplatte, 51 × 71 cm, Artothek des Bundes (seit 1958)
- Donaukanal mit Ringturm, Öl auf Leinen, 68 × 49 cm, Artothek des Bundes (seit 1960)

Exlibris (Auswahl)
- Portrait-Exlibris für Marco Birnholz, 1936
- Exlibris für Franz und Leta Adler, Radierung, 1952, 127 × 109 mm[12]

## Ausstellungen (Auswahl)
- 1917–1921: Badener Kunstverein, Baden
- 1918, 1919, 1920, 1953: Secession, Wien
- 1919: Wiener Künstlerhaus
- 1917, 1919, 1921, 1923, 1925, 1926, 1927, 1929, 1930, 1932, 1934, 1936: Vereinigung bildender Künstlerinnen Österreichs, Wien
- 1951: Wiener Skizzen, Rathaus, Wien
- 1952: Internationale Kunstausstellung, Florida[2]
- 2021: Wilde Kindheit, Lentos Kunstmuseum Linz[13]